# Ruta 17 (Costa Rica)
La Ruta 17, oficialmente Ruta Nacional Primaria 17, coloquialmente Avenida Alberto Echandi Montero en el sector de Esparza y La Angostura, y como Paseo del Centenario en el centro de Puntarenas, es una ruta nacional de Costa Rica ubicada en la provincia de Puntarenas.

## Descripción
Por medio de esta vía se accede a la ciudad y el puerto de Puntarenas. Comienza en Barranca como una bifurcación de la Ruta 1, se conecta con la Ruta 23, continúa por el Paso de La Angostura y termina en Puntarenas.
En la provincia de Puntarenas, la ruta atraviesa el cantón de Puntarenas (los distritos de Puntarenas, Barranca, Chacarita, El Roble).